# Isadore M. Singer

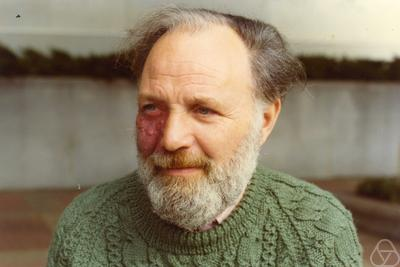
Isadore Singer, 1977

Isadore Manuel Singer (* 3. Mai 1924 in Detroit; † 11. Februar 2021 in Boxborough, Massachusetts) war ein US-amerikanischer Mathematiker am Massachusetts Institute of Technology mit Spezialgebiet Analysis.

## Leben und Wirken
Isadore Singer war der Sohn von Simon und Freda Singer, polnischen Einwanderern. Sein Vater, der nur Jiddisch sprach, war Drucker. Seine Mutter war Näherin. Isadore lernte schnell Englisch und lehrte seine Familie die Sprache. Er hatte einen Bruder, Sidney, der Physiker war und 2016 starb.
Singer studierte an der University of Michigan und machte 1944 seinen Bachelor-Abschluss. Nach drei Jahren in der US-Armee ging er an die University of Chicago, wo er 1950 bei Irving Segal promoviert wurde (Lie Algebras of unbounded operators). Nach der Promotion wurde er Moore-Instructor am Massachusetts Institute of Technology (MIT) und 1952 Assistant Professor an der University of California, Los Angeles (UCLA). 1954/5 war er Visiting Assistant Professor an der Columbia University und 1955/56 am Institute for Advanced Study. Danach war er Assistant Professor und ab 1958 Associate Professor am MIT, wo er 1959 eine volle Professur erhielt. Ab 1970 war er dort „Norbert Wiener Professor“. 1977 ging er zunächst als Gastprofessor und ab 1979 als voller Professor an die University of California, Berkeley. 1983 kehrte er ans MIT zurück.
Singer war Mitglied der National Academy of Sciences, seit 1959 der American Academy of Arts and Sciences und seit 1985 der American Philosophical Society. 2004 wurde er Ehrenmitglied der London Mathematical Society. 1969 erhielt er den Bôcher Memorial Prize, 1988 die Wigner-Medaille und 2000 den Leroy P. Steele Prize der American Mathematical Society (AMS), deren Fellow er war. 1983 erhielt er die National Medal of Science. 1970/72 war er Vizepräsident der AMS. 1974 hielt er einen Plenarvortrag auf dem Internationalen Mathematikerkongress (ICM) in Vancouver (Eigenvalues of the Laplacian and Invariants of Manifolds). 2004 hielt er die Gauß-Vorlesung der Deutschen Mathematiker-Vereinigung (DMV).
2004 wurde er gemeinsam mit Michael Francis Atiyah für die Entdeckung und den Beweis des Atiyah-Singer-Indexsatzes mit dem Abelpreis ausgezeichnet. Die Arbeiten entstanden ab 1968 und wurden in den 1970er Jahren in Zusammenarbeiten mit Vijay Kumar Patodi fortgesetzt (Indextheorem für berandete Mannigfaltigkeiten). Patodi baute auch den von Singer und Henry McKean entdeckten Zugang zu geometrischen Informationen über eine Mannigfaltigkeit (wie die Krümmung) über den Kern der Wärmeleitungsgleichung (Laplace-Operator) aus. Der Satz von Warren Ambrose und Singer verbindet die Krümmungsform mit der Holonomie der Zusammenhangsform in einem Hauptfaserbündel.
Mit Daniel Burrill Ray entwickelte er zwischen 1971 und 1973 die Theorie der analytischen Torsion, die Invarianten Riemannscher Mannigfaltigkeiten liefert, gebildet aus den Eigenwerten des Laplace-Operators.
Nach ihm und Richard Kadison ist das 2013 von Daniel Spielman und anderen gelöste Kadison-Singer-Problem (1959) in der Theorie der Operatoralgebren benannt. Mit Kadison begründete er das Gebiet der triangulären Operatoralgebren.
Singer las regelmäßig auch für Anfängersemester und schrieb eine Einführung in Topologie und Geometrie. Er war auch an den Verbindungen der modernen Differentialgeometrie zur theoretischen Physik interessiert.
Er war ab 1961 mit Sheila Ruff verheiratet, mit der er fünf Kinder hatte.
Zu seinen Doktoranden zählen Daniel Freed, Frank W. Warner, Nancy Stanton, Linda Rothschild, Hugo Rossi und John Lott.
Er starb am 11. Februar 2021 im Alter von 96 Jahren zuhause.

## Schriften
- mit Shlomo Sternberg: The infinite groups of Lie and Cartan. I. The transitive groups. In: Journal d’Analyse Mathématique. Band 15, 1965, S. 1–114, doi:10.1007/BF02787690.
- mit Henry P. McKean: Curvature and the eigenvalues of the Laplacian. In: Journal of Differential Geometry. Band 1, Nr. 1, 1967, S. 43–69, doi:10.4310/jdg/1214427880.
- mit John A. Thorpe: Lecture notes on elementary topology and geometry. Scott, Foresman and Co., Glenview IL 1967.
- mit Michael F. Atiyah: The index of elliptic operators: I. In: Annals of Mathematics. Series 2, Band 87, Nr. 3, 1968, S. 484–530, JSTOR:1970715; III. Band 87, Nr. 3, 1968, S. 546–604, JSTOR:1970717; IV. Band 93, Nr. 1, 1971, S. 119–138, JSTOR:1970756; V. Band 93, Nr. 1, 1971, S. 139–149, JSTOR:1970757.
- mit Daniel B. Ray: {\displaystyle R}-Torsion and the Laplacian on Riemannian Manifolds. In: Advances in Mathematics. Band 7, Nr. 2, 1971, S. 145–210, doi:10.1016/0001-8708(71)90045-4.
- mit Daniel B. Ray: Analytic torsion for complex manifolds. In: Annals of Mathematics. Series 2, Band 98, Nr. 1, 1973, S. 154–177, JSTOR:1970909.
- mit Michael F. Atiyah, Vijay K. Patodi: Spectral asymmetry and Riemannian geometry. I. In: Mathematical Proceedings of the Cambridge Philosophical Society. Band 77, Nr. 1, 1975, S. 43–69, doi:10.1017/S0305004100049410; II. Band 78, Nr. 3, 1975, S. 405–432, doi:10.1017/S0305004100051872; III. Band 79, Nr. 1, 1976, S. 71–99, doi:10.1017/S0305004100052105.
- mit Scott Axelrod: Chern-Simons perturbation theory. II. In: Journal of Differential Geometry. Band 39, Nr. 1, 1994, S. 173–213, doi:10.4310/jdg/1214454681.